# À Meia-Noite Levarei Sua Alma
À Meia-Noite Levarei Sua Alma é um filme brasileiro de 1964 protagonizado e dirigido por José Mojica Marins. Em novembro de 2015 o filme entrou na lista feita pela Associação Brasileira de Críticos de Cinema (Abraccine) dos 100 melhores filmes brasileiros de todos os tempos.

## Sinopse
O cruel e sádico coveiro Zé do Caixão, temido e odiado pelos moradores de uma cidadezinha do interior, está obcecado em conseguir gerar o filho perfeito, aquele que possa dar continuidade ao seu sangue. A sua mulher não consegue engravidar e ele acredita que a namorada do seu melhor amigo é a mulher ideal que procura. Violada por Zé do Caixão, a moça quer cometer suicídio para regressar do mundo dos mortos e levar a alma daquele que a violou.

## Elenco
- José Mojica Marins .... Zé do Caixão
- Magda Mei ................ Teresinha
- Nivaldo de Lima ......... Antônio
- Ilídio Martins .............. dr. Rodolfo
- Valéria Vasquez ......... Lenita
- Arildo Iruam
- Vânia Rangel
- Robinson Aielo
- Avelino Morais
- Laércio Laurelli (voz de Zé do Caixão)
- Graveto
- Oscar de Morais
- Eucaris de Morais
- Genésio de Carvalho
- Geraldo Bueno
- Eurípides Silva
- Antônio Marins
- Mário Lima
- Luiz Antônio Gonçalves (O homem com a mão cortada)

## Produção

### Desenvolvimento
Durante a pré-produção de seu terceiro longa metragem, José Mojica Marins teve um pesadelo onde uma figura sombria o arrastava até chegar em uma lápide com seu nome gravado:
“Vi num sonho um vulto me arrastando para um cemitério. Logo ele me deixou em frente a uma lápide, lá havia duas datas, a do meu nascimento e a da minha morte. As pessoas em casa ficaram bastante assustadas, chamaram até um pai-de-santo por achar que eu estava com o diabo no corpo. Acordei aos berros, e naquele momento decidi que faria um filme diferente de tudo que já havia realizado. Estava nascendo naquele momento o personagem que se tornaria uma lenda: Zé do Caixão. O personagem começava a tomar forma na minha mente e na minha vida. O cemitério me deu o nome; completavam a indumentária do Zé a capa preta da macumba e a cartola, que era o símbolo de uma marca de cigarros clássicos. Ele seria um agente funerário."

—  José Mojica Marins, Portal Brasileiro de Cinema
Após perceber a popularidade do Terror no Cinema e a ausência de uma produção nacional deste gênero, acabou no mesmo dia cancelando a produção em andamento e ditou por horas para sua secretária o argumento de À Meia-Noite Levarei Sua Alma, que se tornaria o primeiro filme de terror brasileiro.

### Filmagem
Por falta de um ator, pois não havia nenhum que se submetesse à caracterização da personagem, o autor transformou-se em Zé do Caixão. Mojica, na época, estava de barba, por causa de uma promessa de família. Com um orçamento e recursos muito limitados, o filme foi filmado com um total de 13 latas de Negativo, quando que a média normal para produções cinematográficas era de 70 a 80 latas, o que forçou as cenas a serem filmadas em apenas uma tomada, o roteiro não possuía diálogos escritos levando a uma filmagem muito dependente de improvisos. Com dificuldade, pois os atores não confiavam nem acreditam em Mojica, ele realizou as filmagens de À Meia Noite Levarei Sua Alma, com apenas atores de sua escola de teatro.

### Pós Produção
Após a etapa de montagem com Luiz Elias, Mojica Marins iria atrás do distribuidor da Bahia que havia levado A Sina do Aventureiro e que estava em São Paulo e havia ido à Boca do Lixo. Após assistir o filme montado, o distribuidor passou a divulgar o filme que já era tido como um grande sucesso.

## Recepção
Durante o seu lançamento em São Paulo, o filme lotou salas de cinema por semanas, tendo um desempenho semelhante ao ser exibido internacionalmente. Mesmo com este sucesso, o filme não rendeu lucros ao seu realizador, já que o mesmo precisou financiar o filme de seu próprio bolso inclusive se despondo de bens pessoais e de sua família para concluir as filmagens. Mas no fim acabou não rendendo a quantia necessária, então foi preciso vender sua parte no direitos de comercialização da obra para poder concluí-la. O filme foi vendido por cerca de 20% do que havia sido gasto.
No agregador de críticas Rotten Tomatoes, na pontuação onde a equipe do site categoriza as opiniões da grande mídia e da mídia independente apenas como positivas ou negativas, tem um índice de aprovação de 67% calculado com base em 6 comentários dos críticos. Por comparação, com as mesmas opiniões sendo calculadas usando uma média aritmética ponderada, a nota alcançada é 6,2/10.
No Goatdog's Movies,  Michael W. Phillips, Jr. avaliou com 3/5 de sua nota dizendo que "o filme tem alguns momentos assustadores, mas é agradável principalmente por causa de seu valor como artefato histórico e como um terror um tanto exagerado." Regis Tadeu disse que acha uma exagero muita gente considerar como um clássico, mas o "engraçado é que já nesse filme o Mojica tinha uma compreensão visceral (....) do que ele poderia fazer em termos de cinema naqueles tempos, e com um orçamento simplesmente irrisório".

## Prêmios e indicações
- Prêmio por Originalidade; Prêmio L'ecran Fantastique e Prêmio Tiers Monde da imprensa mundial na Convention du Cinéma Fantastique, 3, 1974 - FR.[1]
- Prêmio Especial no Festival Internacional de Cine Fantástico y de Terror, 1973, Sitges - ES.[1]

## Ligações externa
- Ficha técnica completa na Cinemateca